# Spaleni słońcem
Spaleni słońcem (ros. Утомлённые солнцем, dosł. tłum. „zmęczeni słońcem”) – rosyjsko-francuski dramat filmowy z 1994 roku w reżyserii Nikity Michałkowa. Obraz otrzymał wiele nagród, m.in. Grand Prix na 47. MFF w Cannes oraz Oscara dla najlepszego filmu nieanglojęzycznego.

## Tytuł
Tytuł filmu pochodzi od nazwy piosenki „Zmęczone słońce” (ros. Утомлённое солнце), będącej rosyjską wersją „Tej ostatniej niedzieli” Jerzego Petersburskiego. Piosenka ta jest motywem przewodnim filmu.

## Zarys fabuły
Połowa lat 30. Zasłużony weteran wojny domowej, komdiw Kotow spędza z żoną i córką wakacje w podmoskiewskiej daczy. Sielankowy nastrój wywczasów zostaje zmącony, gdy zjawia się tajemniczy młodzieniec z Moskwy, dawna miłość żony komdiwa.
Akcja filmu podejmuje temat czystek stalinowskich w Armii Czerwonej. Zdjęcia kręcono w podmoskiewskim Zwienigorodzie.

## Obsada
- Oleg Mieńszykow – Dmitrij (Mitiaj)
- Nikita Michałkow – dowódca dywizji Siergiej Kotow
- Ingeborga Dapkūnaitė – Marusia
- Nadieżda Michałkowa – Nadia
- André Oumansky – Philippe
- Swietłana Kriuczkowa – Mochowa
- Ałła A. Kazanska – Lidija Stiepanowna
- Nina Archipowa – Jelena Michajłowna
- Władimir Iljin – Kirik
- Awangard Leontjew – szofer
- Jewgienij Mironow – porucznik czołgista
- Wiaczesław Tichonow – Wsiewołod Konstantinowicz
- Inna Uljanowa – Olga Nikołajewna
- Lubow Rudniewa – Luba
- Władimir Riabow – oficer NKWD
- Władimir Biełousow – agent NKWD
- Marat Baszarow – w epizodzie